# Eifelrennen 1932
Eifelrennen 1932 je bila trinajsta neprvenstvena dirka v sezoni Velikih nagrad 1932. Odvijala se je 29. maja 1932 na nemškem dirkališču Nürburgring.

## Rezultati

### Dirka
| Poz | Št | Dirkač                      | Moštvo                     | Dirkalnik          | Krogi | Čas/Odstop     | Št. m. |
| --- | -- | --------------------------- | -------------------------- | ------------------ | ----- | -------------- | ------ |
| 1   | 14 | Rudolf Caracciola           | Privatnik                  | Alfa Romeo Monza   | 14    | 2:48:22        | 5      |
| 2   | 16 | Rene Dreyfus                | Privatnik                  | Bugatti T51        | 14    | 2:48:44        | 4      |
| 3   | 12 | Manfred von Brauchitsch     | Daimler-Benz AG            | Mercedes-Benz SSKL | 14    | 2:53:18        | 1      |
| 4   | 11 | Hans Stuck                  | Daimler-Benz AG            | Mercedes-Benz SSKL | 14    | 2:57:15        | 6      |
| 5   | 17 | Louis Chiron                | Automobiles Ettore Bugatti | Bugatti T51        | 14    | 2:58:06        | 3      |
| 6   | 30 | Henri Tauber                | Privatnik                  | Alfa Romeo 6C-1500 | 14    | 3:07:24        |        |
| 7   | 31 | Laszlo Hartmann             | Privatnik                  | Bugatti T37A       | 14    | 3:17:59        |        |
| 8   | 13 | Albert Broschek             | Daimler-Benz AG            | Mercedes-Benz SSKL | 14    | 3:22:42        | 2      |
| 9   | 32 | Willi Seibel                | Privatnik                  | Bugatti T37A       | 14    | 3:28:53        |        |
| Ods | 33 | Rudolf Steinweg             | Privatnik                  | Amilcar            |       |                |        |
| DNS | 19 | Heinrich-Joachim von Morgen | Privatnik                  | Bugatti T51        |       | Smrtna nesreča |        |